# Alastor savignyi
Alastor savignyi är en stekelart som först beskrevs av Henri Saussure 1853.  Alastor savignyi ingår i släktet Alastor och familjen Eumenidae. Utöver nominatformen finns också underarten A. s. specularis.